# Astragalus jodotropis
Astragalus jodotropis es una especie de planta del género Astragalus, de la familia de las leguminosas, orden Fabales.

## Distribución
Astragalus jodotropis se distribuye por Irán.

## Taxonomía
Fue descrita científicamente por Boiss.